# Jennifer Wasmuth

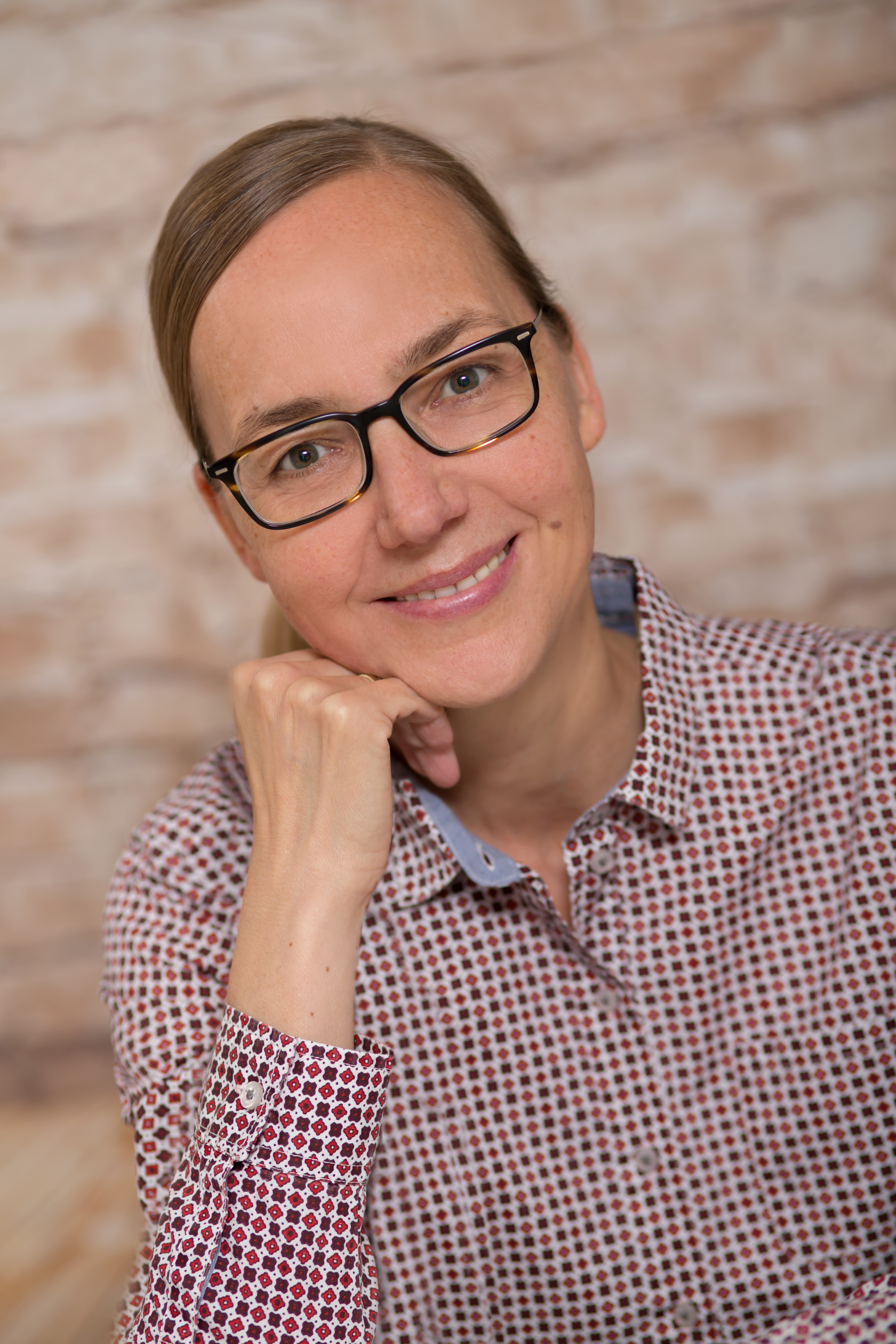
Jennifer Wasmuth (2020)

Jennifer Wasmuth (* 24. Februar 1969 in Osnabrück) ist eine deutsche evangelisch-lutherische Theologin und Lehrstuhlinhaberin für „Ökumenische Theologie unter besonderer Berücksichtigung des Orthodoxen Christentums und seiner globalen Wirkung in Geschichte und Gegenwart“ an der Theologischen Fakultät der Universität Göttingen.

## Leben
Nach dem Abitur am Greselius-Gymnasium in Bramsche und einem Studienaufenthalt am York College of Pennsylvania studierte sie Evangelische Theologie und Slavistik in Münster und Heidelberg. Einem einjährigen Studienaufenthalt an der Geistlichen Akademie von St. Petersburg folgte eine Dissertation, die von dem Erlanger Ostkirchenkundler Karl Christian Felmy betreut wurde. Unter der leitenden Fragestellung protestantischer Einflüsse auf die russische Akademietheologie des 19./20. Jahrhunderts wird in der Dissertation das Phänomen einer „liberalen orthodoxen Theologie“ untersucht. Die Dissertation wurde 2006 mit dem Klaus-Mehnert-Preis ausgezeichnet.
Von 2004 bis 2017 war sie an der Humboldt-Universität zu Berlin am Lehrstuhl für Kirchen- und Konfessionskunde/Ostkirchenkunde von Heinz Ohme tätig. Sie hatte dort die Koordination des von der Deutschen Forschungsgemeinschaft (DFG) geförderten Projektes eines Russisch-Deutschen Theologischen Wörterbuches inne. In dieser Zeit entstand ebenfalls ihre Habilitation, in der die Bedeutung des für die Ökumene zentralen nizänischen Glaubensbekenntnisses für Martin Luther und Philipp Melanchthon erforscht wird.
Jennifer Wasmuth ist ordinierte Pastorin der Evangelisch-lutherischen Landeskirche Hannovers. Sie ist seit vielen Jahren an Dialogen mit orthodoxen Kirchen beteiligt. Dazu gehören der bilaterale Dialog der Evangelischen Kirche in Deutschland (EKD) mit dem Moskauer Patriarchat und der internationale Dialog des Lutherischen Weltbundes (LWB) mit den byzantinisch-orthodoxen Kirchen.
Von April 2018 bis September 2021 war sie Direktorin des Instituts für ökumenische Forschung in Straßburg.
Seit Oktober 2021 ist sie Lehrstuhlinhaberin für „Ökumenische Theologie unter besonderer Berücksichtigung des Orthodoxen Christentums und seiner globalen Wirkung in Geschichte und Gegenwart“ an der Theologischen Fakultät der Universität Göttingen.

## Schriften (in Auswahl)

### Monographien
- Der Protestantismus und die russische Theologie. Zur Rezeption und Kritik des Protestantismus in den Zeitschriften der Geistlichen Akademien an der Wende vom 19. zum 20. Jahrhundert (= Forschungen zur systematischen und ökumenischen Theologie 113). Göttingen 2007.
- Akademische Theologie im zaristischen Russland in ihrer Bedeutung für die neuere orthodoxe Theologie (= Erfurter Studien zur Kulturgeschichte des Orthodoxen Christentums 11). Erfurt 2012.

### Sammelbände
- Zwischen Fremd- und Feindbildern. Interdisziplinäre Beiträge zu Rassismus und Fremdenfeindlichkeit (= Fremde Nähe 16). Münster 2000.
- mit Reinhard Flogaus (Hrsg.): Orthodoxie im Dialog. Historische und aktuelle Perspektiven. FS für Heinz Ohme (= Arbeiten zur Kirchengeschichte 130). Berlin 2015.
- mit Vasilios Makrides u. Stefan Kube (Hrsg.): Christentum und Menschenrechte in Europa. Perspektiven und Debatten in Ost und West (= Erfurter Studien zur Kulturgeschichte des Orthodoxen Christentums 11). Frankfurt a. M. 2016.
- mit Karl Pinggéra u. Christian Weise (Hrsg.): Hildegard Schaeder. Impulse für die evangelisch-orthodoxe Begegnung. Ausgewählte Schriften von 1949 bis 1972. Mit einer biographischen Hinführung von Gisa Bauer (= Forum Orthodoxe Theologie 17) Berlin 2016.